# 朱塞佩·阿达米

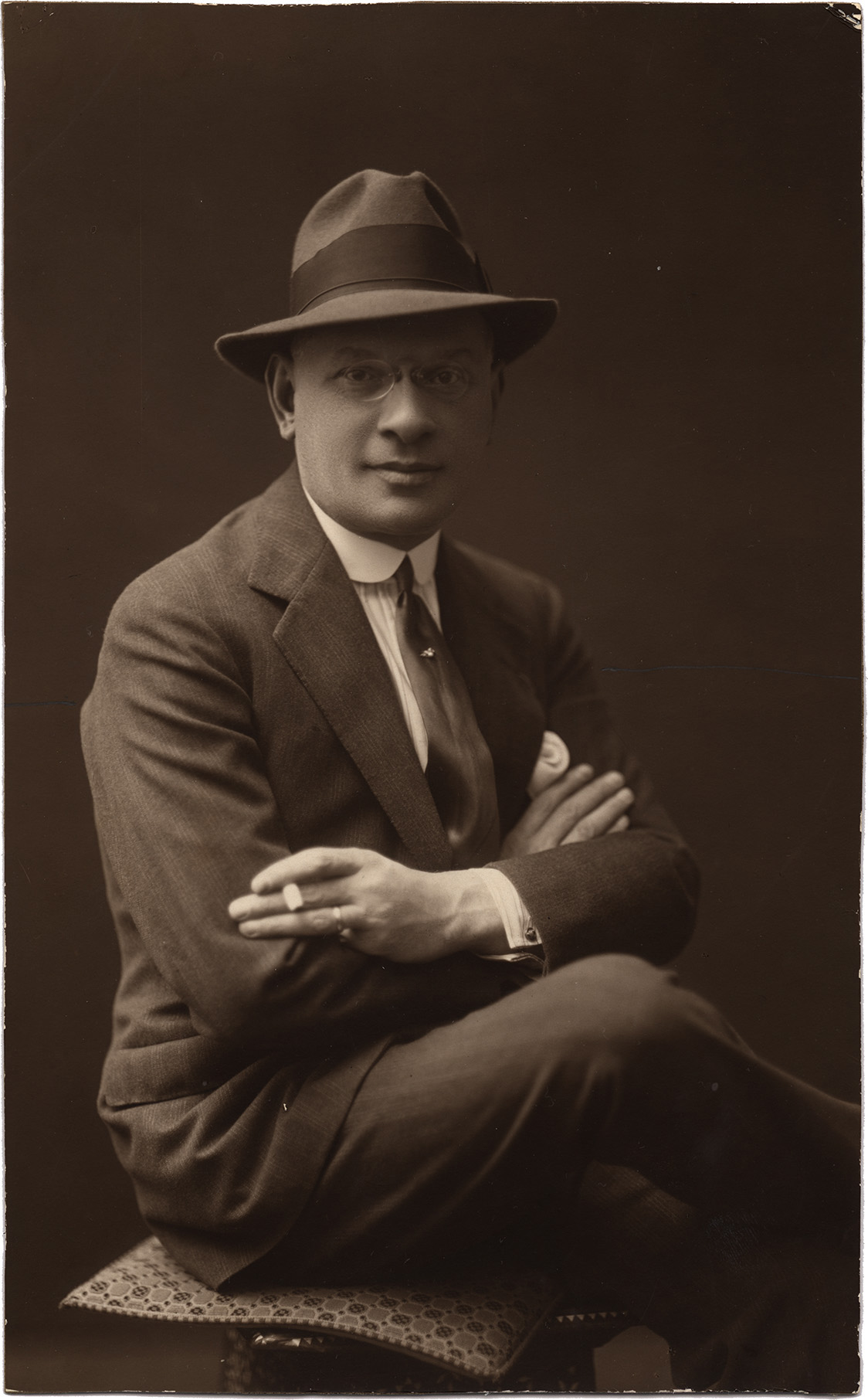
朱塞佩·阿达米

朱塞佩·阿达米（1878年2月4日 – 1946年10月12日）是意大利歌剧剧本作家和音乐评论家，他毕业于帕多瓦大学法学专业，不過畢業後沒有從事法律相關職業。 他曾与贾科莫·普契尼合作创作歌剧杜蘭朵。